# كيي سوغيموتو
كيي سوغيموتو (باليابانية: 杉本 圭) (4 يونيو 1982 في كاناغاوا في اليابان – )؛ هو لاعب كرة قدم ياباني سابق كان يلعب كمدافع.

## روابط خارجية
- كيي سوغيموتو على موقع رابطة كرة القدم اليابانية للمحترفين (اليابانية)